# Trachypauropus cordatus
Trachypauropus cordatus är en mångfotingart som beskrevs av Ulf Scheller 1974. Trachypauropus cordatus ingår i släktet Trachypauropus och familjen Eurypauropodidae. Inga underarter finns listade i Catalogue of Life.